# Jonas Čepulis
Jonas Čepulis (ur. 11 sierpnia 1939 w Johaniszkielach, zm. 28 maja 2015 w Kownie) – litewski bokser walczący w barwach ZSRR, wicemistrz olimpijski z 1968.

## Życiorys
Walczył w wadze ciężkiej (powyżej 81 kg). Nigdy nie zdobył tytułu mistrza ZSRR. W 1968 był wicemistrzem, wygrał jednak międzynarodowy turniej im. Istvána Dobó w Egerze w tym roku i zakwalifikował się do reprezentacji ZSRR na igrzyska olimpijskie. Na igrzyskach olimpijskich w 1968 w Meksyku pokonał kolejno trzech przeciwników przez techniczny nokaut i dotarł do finału, gdzie przegrał przez techniczny nokaut w 2. rundzie z przyszłym zawodowym mistrzem świata George’em Foremanem z USA, zdobywając srebrny medal.
Był wicemistrzem ZSRR w 1965 i w 1968 oraz brązowym medalistą w 1966.
Był mistrzem Litwy w wadze ciężkiej w latach 1963, 1964, 1966, 1967, 1969 i 1970.